# Culper Ring

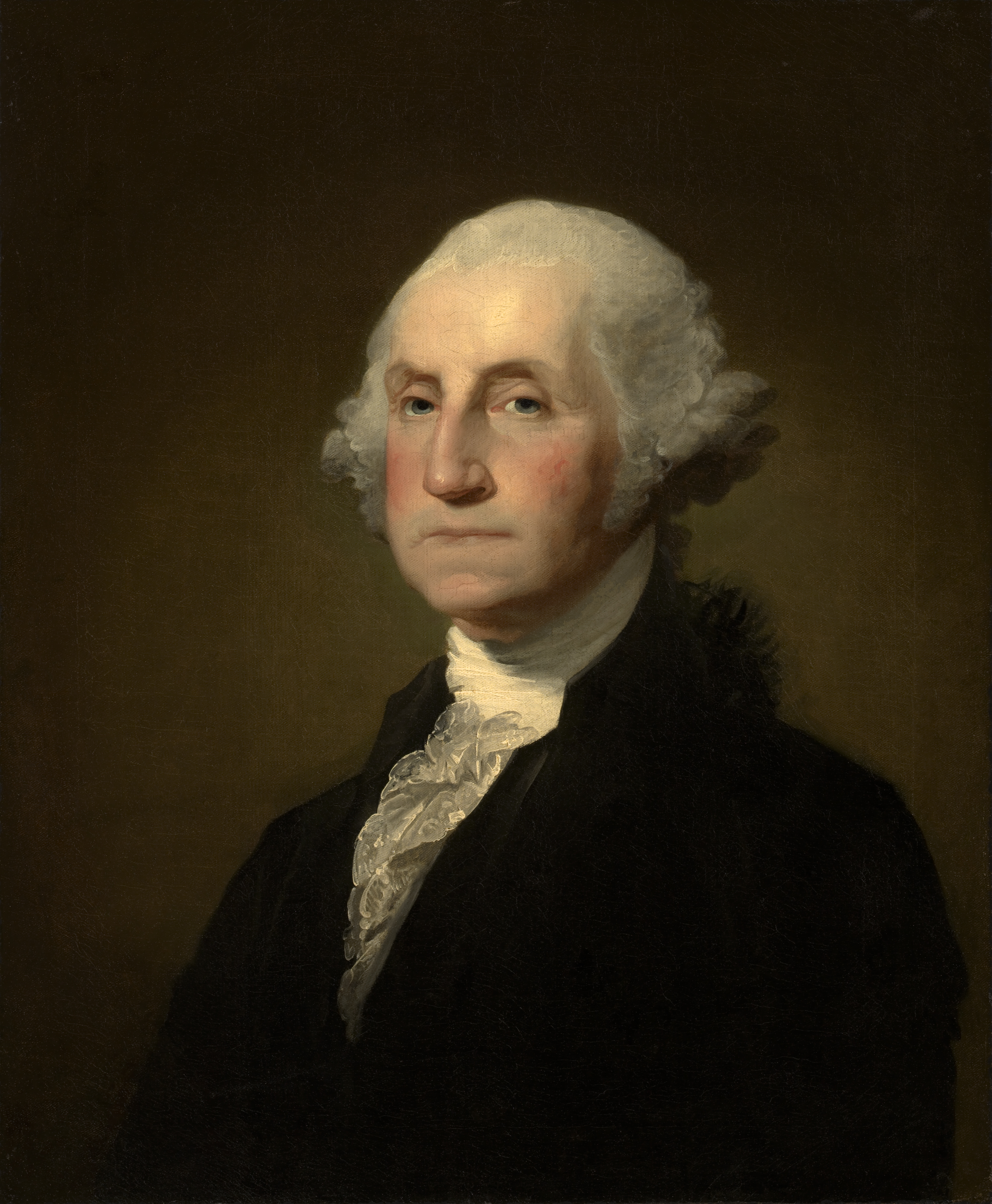
George Washington (zeitgenössisches Porträt von Gilbert Stuart)

Der Culper Ring war eine Spionageorganisation um Benjamin Tallmadge (1754–1835) unter dem Kommando von General George Washington, die im Sommer 1778 gegründet wurde. Der Ring hatte die Aufgabe, im Amerikanischen Unabhängigkeitskrieg den britisch kontrollierten Bereich von New York City auszukundschaften und über die militärischen Neigungen und Absichten zu berichten. Die Blütezeit des Culper Rings lag in den Jahren zwischen 1778 und 1781.

## Gründung und Mitglieder
Nach der Schlacht von Monmouth Ende Juni 1778 zogen sich die britischen Truppen unter General Sir Henry Clinton nach Sandy Hook, New Jersey, zurück. Von dort erfolgte die Verschiffung nach New York City, das seit der Niederlage General Washingtons in der Schlacht von Fort Washington im September 1776 seit fast zwei Jahren von den Briten besetzt war. Washington war sich der Notwendigkeit guter nachrichtendienstlicher Informationen bewusst und beauftragte einen seiner Offiziere, Major Benjamin Tallmadge, vertrauenswürdiges Personal zu rekrutieren, das verdeckt in New York eingesetzt werden könnte.
Tallmadge warb Abraham Woodhull an, es handelte sich um einen Bauern aus Setauket (ein Dorf an der Nordküste von Long Island), ferner Robert Townsend, einen Kaufmann aus Manhattan; beide lieferten den Großteil an Informationen. Ein Wirt namens Austin Roe und ein gewisser Jonas Hawkins fungierten als Kuriere der Organisation.
Die Berichte und Nachrichten von Robert Townsend aus dem britisch besetzten Setauket wurden von dem Walfänger Caleb Brewster und seinen Männern über den Long Island Sound an Tallmadges Dragoner überstellt und in General Washingtons Hauptquartier geschleust. Brewster hielt sich zu der Zeit, als die Briten Nathan Hale mit Zeichnungen ihrer Befestigungen gefangen nahmen und ihn danach hängten, bereits in New York auf. Offenbar vom Tode Hales beeinflusst, kam Washington zu dem Entschluss, dass die Spione des „Culper Ring“ mehr Unterstützung benötigten. Tallmadge unterrichtete sie danach im Umgang mit Geheimschriften, unsichtbarer Tinte, toten Briefkästen und Decknamen.
Der Landwirt Woodhull wurde in der Mission „Samuel Culper Senior“ genannt und Townsend als „Samuel Culper Junior“ bezeichnet. Die Geheimhaltung entwickelte sich derart, dass nicht einmal mehr Washington selbst die Identitäten aller Agenten kannte. Die Rolle Townsends wurde im Jahre 1939 nach einer Handschriftenanalyse deutlich und ist seitdem durch andere Nachweise belegt worden. In populärwissenschaftlichen Darstellungen findet sich zudem häufig eine weibliche Agent 355, deren Identität unbekannt sei und die sich an der Spionage in New York City beteiligt haben soll. Diese These wird in den Geschichtswissenschaften allerdings zurückgewiesen.
Nathan Hale und Tallmadge waren enge Freunde in Yale. Tallmadges Eintritt in die „Geheimwelt“ war nicht zufällig, wie auch nicht die Gründung des „Culper Ring“ im Jahre 1778. Schon 1777 fungierte Tallmadge als Kontaktperson des Agenten John Clark in Connecticut, als sich dieser auf Long Island aufhielt. Davor arbeitete Tallmadge für den Spionagechef Nathaniel Sackett.

## Bezüge in der Musik und Unterhaltungsliteratur
- In der Comicserie Y: The Last Man von Brian K. Vaughan ist eine Agentin eines fiktiven modernen Culper Ring eine der Hauptfiguren. In einem direkten Bezug zum historischen Culper Ring wird die Agentin nur durch ihren Code-Namen 355 bekannt. In der Welt von Y besteht der Culper Ring seit der Amerikanischen Revolution als ein geheimer Spionagering unter dem direkten Befehl des Präsidenten. In der Geschichte spaltete sich 1977 eine Gruppe abtrünniger Agenten aus dem Culper Ring ab und nannte sich fortan Setauket Ring, nach dem Stadtteil in New York, wo der historische Culper Ring ursprünglich gebildet wurde. Eine von 355s engsten Mitarbeiterinnen im Culper Ring ist die Agentin 711. In Reaktion auf einen Scherz von Yorick Brown wird erklärt, dass 711 der Codename von George Washington im historischen Culper Ring war. Im modernen Ring ist die Zahl ein Zeichen von Heldentum.[3]
- Im BBC-Drama Spooks, 2. Serie, Episode 900231, nimmt Tom Quinn die Identität eines Studenten der University of West Midlands namens John Culper an.[4]
- Culper Ring ist der Name eines experimentellen Musik-Projekts von Steve Von Till, Gitarrist und Sänger der langjährigen experimentellen Metal-Band Neurosis, das vom amerikanischen Label Neurot Recordings verlegt wurde.
- Der Roman Shadow Patriots von Lucia St. Clair Robson erzählt die Geschichte des Culper Ring und des Spions 355.
- Culper Ring wurde in Folge 207 der amerikanischen Actionserie Chuck von Josh Schwartz und Chris Fedak im Zusammenhang mit möglichen Spionage-Methoden erwähnt.[5]
- Die seit 2014 von AMC ausgestrahlte Fernsehserie Turn: Washington’s Spies erzählt, basierend auf dem Buch von Alexander Rose, die Geschichte des Culper Rings.
- In der 4. Staffel, Episode 6 der Fernsehserie White Collar wird der Culper Ring thematisiert. Inhalt ist die Suche nach einer vermeintlichen Flagge des Culper Rings aus dem Unabhängigkeitskrieg.
- THE 355 (Film aus dem Jahre 2022):

Die CIA-Agentin Mace muss mit ihrer deutschen Rivalin Marie, einer britischen Computerspezialistin namens Khadijah und der kolumbianischen Psychologin Graciela zusammenarbeiten, nachdem eine streng geheime Waffe der falschen Organisation in die Hände gefallen ist. Nur gemeinsam können die international agierenden Geheimagentinnen verhindern, dass die Welt ins Chaos gestürzt wird. Jeder Schritt der Frauen wird von einer mysteriösen fünften Frau verfolgt.